# Xenorhina zweifeli
Espèce
Synonymes
- Xenobatrachus zweifeli Kraus & Allison, 2002

Statut de conservation UICN

 DD  : Données insuffisantes
Xenorhina zweifeli est une espèce d'amphibiens de la famille des Microhylidae.

## Répartition
Cette espèce est endémique de Papouasie-Nouvelle-Guinée. Elle se rencontre dans les monts Bewani et dans les monts Hunstein. Elle est présente entre 1 000 et 1 920 m d'altitude,.

## Description
Xenorhina zweifeli mesure environ de 33 à 38 mm. Son dos est brun-chocolat, la partie arrière étant un peu plus sombre. Son ventre est rose-saumon.

## Étymologie
Son nom d'espèce, zweifeli, lui a été donné en référence à Richard George Zweifel, herpétologiste américain auteur de nombreuses espèces d'amphibien.

## Publication originale
- Kraus & Allison, 2002 : A new species of Xenobatrachus (Anura: Microhylidae) from northern Papua New Guinea. Herpetologica, vol. 58, no 1, p. 56-66.